# Nossegem
Nossegem este un sat situat lângă Bruxelles, capitala Belgiei. Este parte a municipalității Zaventem, în provincia Brabantul Flamand.

## Toponimie
Toponimul „Nossegem” este o distorsionare a originalului Nothengem. Acest toponim este de origine germană și reprezintă o deformare a cuvântului german compus Nanthingahaim. Prima parte a cuvântului (Nanth) provine de la un prenume care înseamnă literal „curajos” sau „aventuros”. Haim (sufixul -heem) înseamnă locuință, în timp ce inga indică faptul că întreaga construcție lexicală este la cazul genitiv. Nanthingahaim înseamnă deci „căminul poporului lui Nantho”.
În dialectul local numele satului este pronunțat Noskoem.

## Transport
Gara Nossegem este situată în centrul satului și este un punct de oprire de pe calea ferată 36, care conectează orașele Bruxelles și Liège. În 2005 a fost inaugurată Bucla Nossegem, care leagă Aeroportul Bruxelles de calea ferată în direcția Leuven.
Numeroase linii ale companiei flamande de transport public De Lijn traversează localitatea.
La sud de Nossegem trece autostrada A3. Alte artere importante care traversează localitatea sunt Leuvensesteenweg (N2) și Mechelsesteenweg (N227).